# КВТК

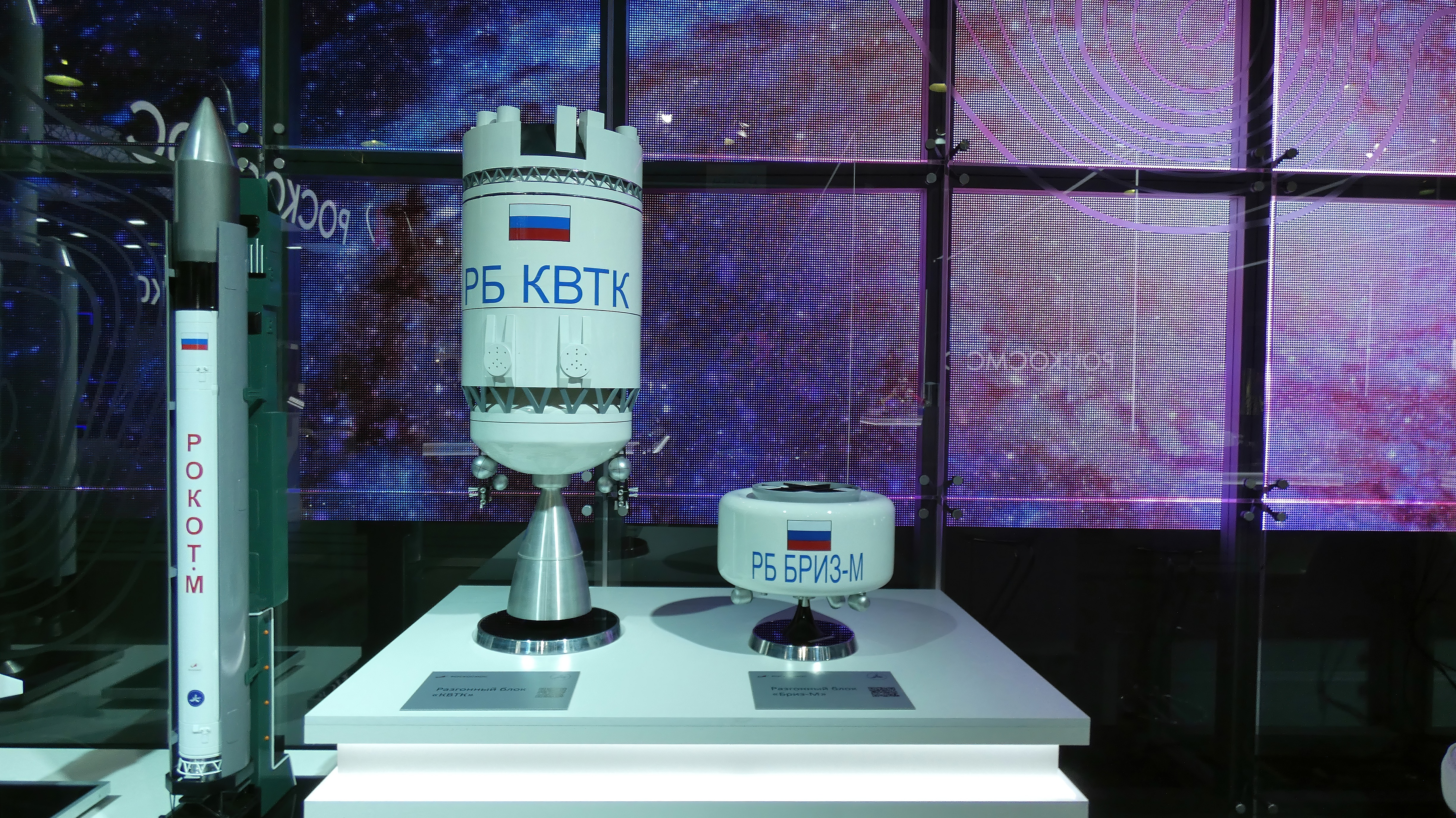
Макет разгонного блока КВТК на аэрошоу МАКС-2021

КВТК (Кислородно-водородный тяжёлого класса) — семейство кислородно-водородных разгонных блоков для использования в составе ракеты-носителя «Ангара» тяжёлого класса и сверхтяжелой ракеты. Разрабатывается в Государственном космическом научно-производственном центре им. М. В. Хруничева по заказу госкорпорации «Роскосмос».
В качестве топлива используется жидкий водород и жидкий кислород. Масса топлива при полной заправке — от 19,6 тонн (вариант КВТК) до 43 тонн (вариант МОБ2). При создании разгонного блока «КВТК» широко используется научно-технический задел, полученный при разработке разгонного блока «12 КРБ», используемого третьей ступенью в индийской ракете-носителе «GSLV Mk.1».

## История разработки
- В 2009 году в соответствии с Федеральной космической программой в КБ «Салют» ГКНПЦ им. М. В. Хруничева начата разработка кислородно-водородного разгонного блока тяжёлого класса.
- 26 сентября 2012 года Роскосмос и Центр им. Хруничева заключили контракт стоимостью 4,35 млрд рублей, согласно которому все опытно-конструкторские работы должны были быть завершены к ноябрю 2015 года. Фактически согласно графику финансирования работ в 2012—2014 годах исполнителю были выделены бюджетные средства в размере 3,1 млрд рублей.
- 14 января 2015 года генеральный конструктор ракеты-носителя «Ангара» Владимир Нестеров сообщил СМИ, что КВТК должен появиться в 2018 году[2].
- 24 февраля 2015 года пресс-служба Центра им. Хруничева сообщила, что запуск «Ангары-А5» с КВТК состоится не ранее 2021 года[3].
- В декабре 2016 года условия контракта были изменены так, что окончание работ было перенесено на 2020 год, а общая сумма работ сократится до 3,915 млрд рублей[4].

В действующей редакции «Федеральной космической программы на 2016—2025 годы» на создание кислородно-водородного разгонного блока зарезервировано 12,3 млрд рублей. Использование КВТК в РКН «Ангара-А5» предусмотрено после 2024 года. До этого момента для выведения полезной нагрузки будут использоваться РБ «Бриз-М» и ДМ.
- 4 апреля 2017 года гендиректор Центра им. Хруничева Андрей Калиновский в интервью СМИ сообщил, что по КВТК идет процесс сдачи первичных документов, до середины 2017 года Центр должен заключить с Роскосмосом новый контракт на продолжение работ по КВТК. Пуск «Ангары-А5» с КВТК состоится не ранее 2024 года[6].
- 21 ноября 2017 года на портале госзакупок Роскосмосом был опубликован контракт «Создание комплекса кислородно-водородного разгонного блока (в части работ 2017—2025 годов) (Шифр СЧ ОКР: „Двина-КВТК“)» стоимостью 186 млн рублей и датой окончания 25 ноября 2025 года[7].
- 28 января 2018 года генеральный директор Центра им. Хруничева Алексей Варочко сообщил СМИ о проведении в 2018 году эскизного проекта по кислородно-водородному разгонному блоку[8].
- В конце мая 2019 года на портале госзакупок был размещен контракт на создание КВТК («Создание комплекса кислородно-водородного разгонного блока (Шифр опытно-конструкторской работы „Двина-КВТК“)»). В 2019—2025 годах на эти работы планируется потратить в сумме 9,1 миллиарда рублей[9].
- 22 июня 2019 года на Международном авиакосмическом салоне в Ле Бурже Роскосмос распространил материалы, из которых следует, что для «Ангары-А5В» будет разработан модернизированный разгонный блок КВТК-УЗ с увеличенной заправкой топливом[10].
- 27 октября 2019 года генеральный конструктор КБ «Салют» Центра Хруничева Сергей Кузнецов сообщил СМИ, что летные испытания КВТК планируется начать в 2027 году при условии выделения необходимого финансирования[11].
- 15 декабря 2019 года СМИ со ссылкой на материалы НИЦ РКП сообщили, что на стенде В2б продолжаются работы по его подготовке к испытаниям двигателя РД-0146Д, которые перенесены на 2020—2021 годы[12].
- В конце октября 2020 года на сайте госзакупок Роскосмос разместил контракт, согласно которому госкорпорация планирует потратить более 20,6 млрд рублей на создание КВТК[13]. 10 декабря 2020 года был заключен контракт на создание КВТК между «Роскосмосом» и Центром им. Хруничева на сумму 20,6 млрд рублей. В ходе работы, которую планируется выполнить к декабрю 2025 года, предполагается изготовить макеты и опытные изделия, а также провести их испытания[14].
- 25 августа 2021 года генеральный конструктор КБ «Салют» Сергей Кузнецов сообщил СМИ, что КВТК планируется запустить в 2027 году. В настоящее время защищен эскизный проект, КБ находится на этапе выпуска конструкторской документации и изготовления стендовых изделий[15].
- 4 мая 2022 года гендиректор Центра им. Хруничева Алексей Варочко сообщил СМИ, что контракт на создание КВТК уже заключен, в настоящий момент идет разработка конструкторской документации. С 2023 года Центр им. Хруничева планирует приступить к изготовлению ряда комплектующих для стендовых изделий, чтобы к 2025 году максимально завершить наземную экспериментальную отработку. Сборку первого летного образца КВТК планируется начать после 2025 года. Первый пуск намечен на 2027 год[16].
- 1 октября 2023 года гендиректор Центра им. Хруничева Алексей Варочко сообщил СМИ, что начало изготовления летного образца нового кислородно-водородного разгонного блока КВТК ожидается в 2028 году.[17].

## Модификации
| Характеристика                                    | КВТК (базовый вариант)                                                                                       | КВСК | КВТК-А7 | КВСТК                         |
| ------------------------------------------------- | --- | --- | --- | ----------------------------- |
| Применение                                        | РН тяжелого класса «Ангара-А5В», «Енисей»                                                                    | РН среднего класса «Ангара-А3»                                                                               | РН тяжелого класса повышенной грузоподъемности «Ангара-А7»                                                     | РН сверхтяжелого класса «Дон» |
| Масса ПН, т геостационарная орбита                | 4,6 | 2,0 | 7,6 |                               |
| Масса ПН, т геопереходная орбита (DVхар=1500 м/с) | 7,5 | 3,6 | 12,5 |                               |
| Начальная масса, т                                | 24 | 14 | 32 |                               |
| Заправляемый запас (О2+ Н2), т                    | до 19,6 | до 11 | до 27 |                               |
| Тип, количество и тяга двигателей                 | РД-0146Д 7,5 тс (маршевый) 8 × С5.144А 12 кгс (обеспечения запуска) 8 × С5.142А 2,6 кгс (системы ориентации) | РД-0146Д 7,5 тс (маршевый) 8 × С5.144А 12 кгс (обеспечения запуска) 8 × С5.142А 2,6 кгс (системы ориентации) | РД-0146Д 7,5 тс (маршевый) 16 × 11Д428А 12 кгс (обеспечения запуска) 16 × С5.142А 2,6 кгс (системы ориентации) |                               |
| Число включений маршевого двигателя               | до 5 | до 5 | до 5 |                               |
| Максимальное время автономного полета, ч          | до 9 | до 9 | до 9 |                               |
| Дата начала летных испытаний                      | 2020 \ 2025 \ 2027 год                                                                                       | отменено, не разрабатываются                                                                                 | отменено, не разрабатываются                                                                                   | после разработки КВТК         |

## Финансирование разработки
В конце мая 2019 года на сайте госзакупок был размещен контракт на создание КВТК («Создание комплекса кислородно-водородного разгонного блока (Шифр опытно-конструкторской работы „Двина-КВТК“)»). В 2019—2025 годах на эти работы планируется потратить в сумме 9,1 миллиарда рублей; в период до 2027 года — 20,6 млрд рублей.
Финансирование работ в период 2019—2025 годов (в млн рублей):
| 2019  | 2020 | 2021  | 2022 | 2023 | 2024 | 2025 | Итого: |
| ----- | ---- | ----- | ---- | ---- | ---- | ---- | ------ |
| 238,8 | 34,2 | 220,0 |      |      |      |      | 9100,5 |